# 第一次纳戈尔诺-卡拉巴赫战争

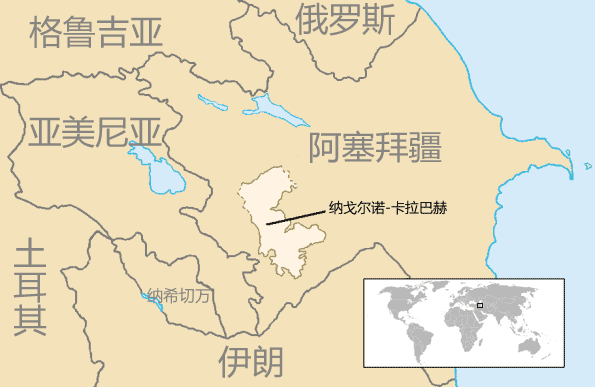
在第一次纳戈尔诺-卡拉巴赫战争至2023年納戈爾諾-卡拉巴赫攻勢期间，纳戈尔诺－卡拉巴赫是一个事实上独立的南高加索共和国，但在正式场合被承认为阿塞拜疆共和国的一部分。

第一次纳戈尔诺-卡拉巴赫战争（直译：阿尔扎赫解放战争），中文简称第一次纳卡战争，是一场于1988年2月至1994年5月之间发生在阿塞拜疆西南的纳戈尔诺-卡拉巴赫(I)上的由亚美尼亚共和国支持的纳戈尔诺-卡拉巴赫主要民族亚美尼亚人和阿塞拜疆共和国之间的武装冲突。在战争进行中，阿塞拜疆尝试制止纳戈尔诺-卡拉巴赫的分裂主义运动，同为苏联加盟共和国的亚美尼亚和阿塞拜疆都陷入了旷日持久而又未正式宣战的卡拉巴赫山地战中。当地议会投票赞成与阿塞拜疆统一，但是卡拉巴赫大多数人口在全民公决中投票赞成独立。与亚美尼亚统一的要求在1980年代后期变得日益强烈，运动开始时进行相对平和，但在之后的几个月，随着苏联解体趋势日益明显，逐渐成为两民族之间不断升级的暴力冲突，双方互相指责对方进行种族清洗
。
1988年2月20日，阿塞拜疆自治州纳戈尔诺-卡拉巴赫议会投票决定本地区与亚美尼亚统一，不久之后双方即爆发種族冲突。领土争端的最终结果是这一地区宣布从阿塞拜疆分离。
苏联解体的大环境助长了亚美尼亚人在阿塞拜疆的分裂运动。在阿塞拜疆宣布从苏联独立并撤销该飞地的自治权的同时，占多数的亚美尼亚人投票从阿塞拜疆分离，并在这一过程中宣布该地为纳戈尔诺-卡拉巴赫共和国。
冲突在1992年冬末全面爆发。包括欧安组织在内的旨在达成双方共同参与的解决方案的国际斡旋失败。1993年春，亚美尼亚部队夺取了飞地外缘，使该地区的其他国家有被卷入的危险。至1994年战争结束为止，亚美尼亚全面控制着该地大部分地区，还占领即控制着飞地之外阿塞拜疆约9%的领土。多达23万阿塞拜疆的亚美尼亚人和80万亚美尼亚和卡拉巴赫的阿塞拜疆人由于冲突流离失所。1994年5月雙方在俄国斡旋下签署停火协议。亚美尼亚和阿塞拜疆之后参加了由欧安组织明斯克小组主持的和平谈判。

## 背景
纳戈尔诺-卡拉巴赫的领土主权至今是亚美尼亚和阿塞拜疆争议激烈的问题。它被亚美尼亚人称为阿尔察赫，拥有数百年的历史，在数个帝国之间几易其手。然而争端凸现始于一战之后。奥斯曼帝国在战争中投降后不久，俄罗斯帝国于1917年11月灭亡并落于布尔什维克之手。之前处于俄国统治下的高加索三国——亚美尼亚、阿塞拜疆和格鲁吉亚——宣布独立并组成外高加索联邦，但仅三个月之后就宣布解散。

### 亚美尼亚-阿塞拜疆战争
冲突很快在亚美尼亚民主共和国和阿塞拜疆民主共和国之间的三个主要地区——纳希切万、赞格祖尔（Zangezur，今亚美尼亚休尼克州）和卡拉巴赫爆发。亚美尼亚和阿塞拜疆对于三个省的所属问题争吵不休。卡拉巴赫的亚美尼亚人试图宣布独立但是没能得到亚美尼亚共和国响应。奥斯曼帝国在一战中战败之后，英军于1919年占领南高加索。英军指挥部临时承认阿塞拜疆政府指派的霍斯洛夫·贝伊·苏尔坦诺夫(Khosrov bey Sultanov)为卡拉巴赫和赞格祖尔总督，将最终解决推延到巴黎和会。

### 苏联行政划分
然而两个月之后，苏军第11集团军入侵高加索，在三年之内高加索共和国被组成苏联外高加索苏维埃社会主义共和国。布尔什维克之后成立了11人委员会——高加索局。在民族人民委员会监督下，未来的苏联统治者约瑟夫·斯大林和高加索局负责领导高加索事务

。虽然该委员会以4比3多数通过将卡拉巴赫划分给新成立的亚美尼亚苏维埃社会主义共和国，包括阿塞拜疆共产党领导人纳里曼·纳里曼诺夫在内的阿塞拜疆族领导人组织了抗议活动，1921年亚美尼亚首府叶里温的反苏叛乱也恶化了亚美尼亚与俄国关系。这些因素使委员会于1921年收回决议，把卡拉巴赫分给阿塞拜疆苏维埃共和国作为奖赏，随后于1923年在阿塞拜疆苏维埃社会主义共和国成立了纳戈尔诺-卡拉巴赫自治州，区内94%人口是亚美尼亚人。

首府从舒沙迁至汉肯德，后者随后改名为斯捷潘纳克特。
亚美尼亚和阿塞拜疆的学者猜测这个决议是俄国对于“分而治之”原则的一个利用。这个原则可以在例如纳希切万飞地的奇怪划分上略见端倪。该地被分离出亚美尼亚，但是却是阿塞拜疆的一部分。其他人猜测这是苏联政府为了保持“和凯末尔的土耳其的友好关系”的一种示好举动
。
亚美尼亚一向拒绝承认这个决议，并在苏联统治下的几十年一如既往地对于自身的合法要求提出抗议。因此，亚美尼亚人开始坚持自己的民族权利受到压制，自己的文化和经济自由在纳戈尔诺-卡拉巴赫被剥夺了。

## 卡拉巴赫问题重现
新的苏共总书记米哈伊尔·戈尔巴乔夫在1985年上台之后开始着手实现他改造苏联的计划。这个计划被囊括为两个政策：经济改革和公开性。经济改革侧重于经济方面，而公开性保证了苏联公民可有限地表达对苏维埃制度本身和其领导人的不满。卡拉巴赫地方苏维埃领导人利用这一点于1988年2月20日投票决议将自治区并入亚美尼亚
。
卡拉巴赫亚美尼亚族领导人抱怨当地学校既没有亚美尼亚语教科书，电视上也没有亚美尼亚语节目
，
而且阿塞拜疆共产党总书记盖达尔·阿利耶夫试图将给地区全面“阿塞拜疆化”，不断增加纳戈尔诺-卡拉巴赫的阿塞拜疆人数量，同时减少亚美尼亚人口（1987年阿利耶夫应当辞去阿塞拜疆共产党政治局总书记职务）。至1988年，卡拉巴赫的亚美尼亚人口已递减至总人口的三分之一。
该运动的领导者包括有声望的亚美尼亚人和俄国知识分子，比如不同政见者和诺贝尔和平奖获得者安德烈·萨哈罗夫。在宣布合并之前，亚美尼亚已在埃里温开始示威和筹划工人罢工，要求与飞地统一。此举导致阿塞拜疆人在巴库进行反示威。为了回应示威，戈尔巴乔夫声明，按照苏联宪法第78条，两个共和国之间的边界不可更改。
戈尔巴乔夫同时声明苏联境内的其他几个地区也在要求领土变更，重新划定卡拉巴赫边界将会创下危险的先例。亚美尼亚人将1921年高加索局的决定视而不见，认为自己在根据民族自决原则改正一个历史错误，苏联宪法也承认这一权利。另一方面阿塞拜疆人认为亚美尼亚人要求他们放弃领土的要求是个无底洞，和戈尔巴乔夫的观点看齐。

### 苏姆盖特
民族冲突很快在卡拉巴赫的亚美尼亚族和阿塞拜疆族居民之间爆发。1988年2月22日，阿塞拜疆人和亚美尼亚人在纳戈尔诺-卡拉巴赫的阿斯凯兰市（位于连接斯捷潘纳克特与阿格达姆的道路之间）附近直接交锋（起因为20日两名阿塞拜疆籍女实习生宣称在斯捷潘内克医院遭亚美尼亚籍男子性侵），迅速演变为一场巷战。在暴乱中，50名亚美尼亚人受伤，一名据信是阿塞拜疆人的当地警察被两名阿塞拜疆青年枪击身亡。1988年2月27日，在巴库中央电视台发表讲话时，苏联副总检察长亚历山大·卡图谢夫（Alexander Katusev）提到了死者的民族。
阿斯凯兰暴乱是在苏姆盖特发生的惨案的前奏。从1988年2月27日开始的一系列抗议活动中，人们已经被关于卡拉巴赫危机的新闻报道挑起的情绪变得更加狂躁。在对集会发表讲话时，来自亚美尼亚城市卡潘的阿塞拜疆难民谴责亚美尼亚人进行“杀人和包括强奸妇女和割去她们的乳房在内的暴行”。这些指控后来被证明是子虚乌有，很多演讲者被发现是挑唆的坐探。。在几小时内，针对亚美尼亚族居民的惨案就在巴库以北25公里处的苏姆盖特市发生了，该市居住着2000名逃离亚美尼亚的阿塞拜疆人

根据苏联统计，惨案造成32人死亡，而很多亚美尼亚人感觉数字被苏联媒体低估了。几乎所有的苏姆盖特亚美尼亚族居民在惨案之后都离开了当地。亚美尼亚人在三天的暴乱内在苏姆盖特街头和自己的住宅内被殴打、强奸和杀害，直到苏联军队3月1日进城驱散示威之后局势才得以改善
。
许多亚美尼亚人被杀害的暴行在其他地区的亚美尼亚人中产生了广泛的回响，他们认为政府高官背后支持了惨案以恐吓那些参加卡拉巴赫运动的人。在苏姆盖特惨案之后暴力逐渐升级，1988年9月，戈尔巴乔夫最终决定派苏联内务部队进驻亚美尼亚。至1989年10月，估计有超过100人在1988年2月统一卡拉巴赫的主张死灰复燃之后丧生
。
。问题于1988年12月7日暂时平息，一场毁灭性的地震袭击了亚美尼亚，把列宁纳坎（今久姆里）和斯皮塔克城夷为平地，估计有25,000人丧生
戈尔巴乔夫的保持地区稳定计划毫无成效，双方剑拔弩张毫不妥协。亚美尼亚人拒绝平息事态，即使戈尔巴乔夫做出了诸多让步，其中包括4亿卢布的卡拉巴赫亚美尼亚语教科书和电视节目一揽子计划保证。同时，阿塞拜疆不愿割让任何土地给亚美尼亚。另外，新成立的11人卡拉巴赫委员会被莫斯科当局在地震之后的混乱中逮捕，成员包括未来的亚美尼亚总统列翁·特尔-彼得罗相。此类行动使亚美尼亚和克里姆林宫关系出现两极化：亚美尼亚人对戈尔巴乔夫失去信任，对于他在地震后续工作中处置不力和在纳戈尔诺-卡拉巴赫问题上斩钉截铁的态度更是充满鄙夷。

### 黑一月

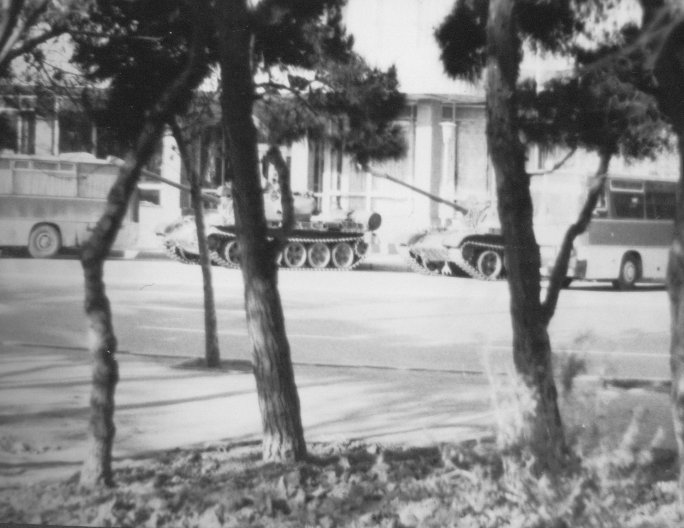
苏军坦克进入巴库

族际冲突中两国人民深受其害，阿塞拜疆的大部分亚美尼亚人被迫逃回亚美尼亚，大部分亚美尼亚的阿塞拜疆人也被迫返回阿塞拜疆。纳戈尔诺-卡拉巴赫逐渐失控，以至于莫斯科的中央政府于1989年1月暂时接管这一地区，此举受到很多亚美尼亚人欢迎。1989年夏，阿塞拜疆人民阵线领导人和他们不断增加的支持者成功鼓动阿塞拜疆苏维埃社会主义共和国对亚美尼亚实施铁路和空中禁运，有效地破坏了亚美尼亚经济，因为亚美尼亚85%的货柜和物资由铁路运送（此举也将纳希切万与苏联其他地区隔绝）。通往亚美尼亚的铁路系统混乱的部分原因是因为亚美尼亚武装分子对进入亚美尼亚的阿塞拜疆乘务人员的袭击，后者于是拒绝再次进入亚美尼亚。
1990年1月，在巴库发生的另一场反亚美尼亚人的惨案迫使戈尔巴乔夫宣布实施紧急状态，并派内务部队维持秩序，实施了宵禁。部队和阿塞拜疆人民阵线群众集会之间的冲突成为家常便饭。在巴库的一场冲突中120名阿塞拜疆人和9名内务部队战士丧生。
但此时，阿塞拜疆共产党已经下台，迟到的派遣内务部队的命令更多的是为了保证政权在党手中，而不是为了保护城内的亚美尼亚人。该事件被称为“黑一月”事件，阿塞拜疆和俄罗斯之间的关系矛盾已经凸现。
冲突蔓延到阿塞拜疆的其他城市，包括1988年12月，在占贾和纳希切万苏军部队试图制止对亚美尼亚人的袭击是造成七人（其中有四名士兵）死亡数百人受伤的事件。

### 圆环行动
1991年春，总统戈尔巴乔夫举行了一次特别的全民公决，称作“新联盟条约”，来决定苏维埃成员共和国的何去何从。在苏联各共和国新当选的非共产党领导人纷纷上台，包括俄罗斯的鲍里斯·叶利钦（戈尔巴乔夫仍然是苏联总统），亚美尼亚的列翁·特尔-彼得罗相和阿塞拜疆的阿亚兹·穆塔利博夫。亚美尼亚和其他五个共和国抵制全民公决（亚美尼亚举行了自己的全民公决并于1991年11月21日宣布从苏联独立），阿塞拜疆则投票支持条约。
卡拉巴赫的很多亚美尼亚和阿塞拜疆人开始（通过从卡拉巴赫各地的军火库中获得武器）建立武装保护自己。穆塔利博夫发动了一场军事行动，旨在解除当地的亚美尼亚人的武装，并希望取得戈尔巴乔夫的支持。该行动名为圆环行动，即强行驱逐居住在邵武勉区村庄内的亚美尼亚人。克里姆林宫的苏维埃官员和亚美尼亚政府官员都认为此举是用来恐吓亚美尼亚民众放弃统一要求。
这项行动被证明为是与其本来目的背道而驰的。亚美尼亚人开始抵抗激励了从亚美尼亚蜂拥而入的志愿者，使亚美尼亚人进一步确信，卡拉巴赫争端的唯一解决方法是全面的武装对抗。1980年代参与革命团体，之后成为也许是战争中最声名显赫的将领的美籍亚美尼亚人蒙特·梅尔科尼安当时坚持卡拉巴赫必须被“解放”，称如其继续留在阿塞拜疆手中，休尼克地区也会被阿塞拜疆人吞并，亚美尼亚的其他地区也会随之步其后尘，从而得出结论：“失去阿尔察赫就可能失去亚美尼亚”。作家和阿塞拜疆文学院院长韦拉亚特·库列夫（Velayat Kuliev）对此反驳道：“最近亚美尼亚民族主义分子，包括某些很有影响力的人，开始重新讨论起‘大亚美尼亚’了。不仅仅是阿塞拜疆，他们还要吞并格鲁吉亚、伊朗和土耳其的领土。”

### 第一次调解努力
俄罗斯总统鲍里斯·叶利钦和哈萨克斯坦总统努尔苏丹·纳扎尔巴耶夫在1991年9月进行了第一次调解努力。9月20-23日在巴库、占贾、斯捷潘纳科特（汉肯德）和葉里溫举行和平会谈之后，双方同意，在领土完整、互不干涉内政和尊重人权原则的前提下，在俄罗斯城市热列兹诺沃茨克签署热列兹诺沃茨克公报。协定由叶利钦、纳扎尔巴耶夫、穆塔利博夫和特尔-彼得罗相签字。但是在1991年载有俄罗斯、哈萨克斯坦观察员和阿塞拜疆高级官员的阿塞拜疆军队米-8直升机在霍賈文德區被击落，和平努力陷入僵局。

## 武力真空
1991年秋苏联解体对苏联公民们而言已触手可及，双方都寻求从卡拉巴赫各地的军火库中获得武器。一开始优势天平向阿塞拜疆一方倾斜。在冷战期间，苏联保卫高加索的战略是在北约成员国土耳其从西面入侵情况下亚美尼亚将成为前线战场。因此，在亚美尼亚苏维埃共和国只有三个师，没有飞机场；而阿塞拜疆则总共有五个师，五个军用机场。另外，亚美尼亚总共有500节车厢的弹药，阿塞拜疆则有10000节。
内务部队开始撤离时，把大量武器弹药和库存的装甲车辆转交给了亚美尼亚和阿塞拜疆。三年前戈尔巴乔夫最先派来的政府部队来自苏联其他共和国，很多人不想再留下去。其中大多数人是生活拮据的年轻义务兵，很多人把武器向双方出售换取现金甚至伏特加，有人甚至尝试出售坦克和装甲运兵车(APC)。没有安全保障的军火库使双方都谴责和嘲弄戈尔巴乔夫的政策，将其认为是冲突的根源。
阿塞拜疆购买了其中一大部分车辆，据阿塞拜疆外交部1993年报道，阿在权力真空时期获得了286辆坦克，842装甲车和386门火炮。好几个黑市形成，其中包括来自西方的武器。
进一步的证据显示阿塞拜疆收到了潜在的来自以色列、伊朗、土耳其和为数不少的阿拉伯国家的军事援助和供应。大多数武器是俄国制造或者来自原东方集团国家，但是双方都进行了某些改进。亚美尼亚移民捐献了大量资金寄回亚美尼亚，甚至推动美国国会通过自由支持法案第907条款草案，回应阿塞拜疆封锁亚美尼亚，并于1992年全面禁止从美国向阿塞拜疆的军事援助。阿塞拜疆起初指控俄国帮助亚美尼亚，但是据说：“在这一地区的阿塞拜疆士兵的苏式军事武器装备要远远好于他们的对手。”
随着戈尔巴乔夫于1991年12月26日辞去苏共总书记职务，最后的几个共和国包括乌克兰、白俄罗斯和俄罗斯也宣布独立，苏联从1991年12月31日起停止存在。苏联解体撤除了防止亚美尼亚和阿塞拜疆发动全面战争的一切障碍。一个月之前的11月21日，阿塞拜疆国会撤销了卡拉巴赫的自治区地位，将其首府重命名为“漢肯德（Xankandi）”。作为回应，12月10日，卡拉巴赫国会领导人举行全民公决（当地阿塞拜疆人抵制），亚美尼亚人压倒性支持独立。1992年1月6日，该地区宣布从阿塞拜疆独立。
高加索地区苏联内务部队从纳戈尔诺-卡拉巴赫撤军只是暂时的。1992年2月，前苏联成员国联合成独立国家联合体（独联体）。阿塞拜疆不愿加入；亚美尼亚担心在不断升级的冲突中被土耳其入侵，加入独联体可以在“集体安全保护伞”下获得保护。1992年1月，独联体部队进入卡拉巴赫并在斯捷潘纳科特建立了一个司令部，在维持和平上扮演了一个更加积极的角色，吸收了一些旧部队，包括第336摩托化步兵团和第4军。

## 组建军队

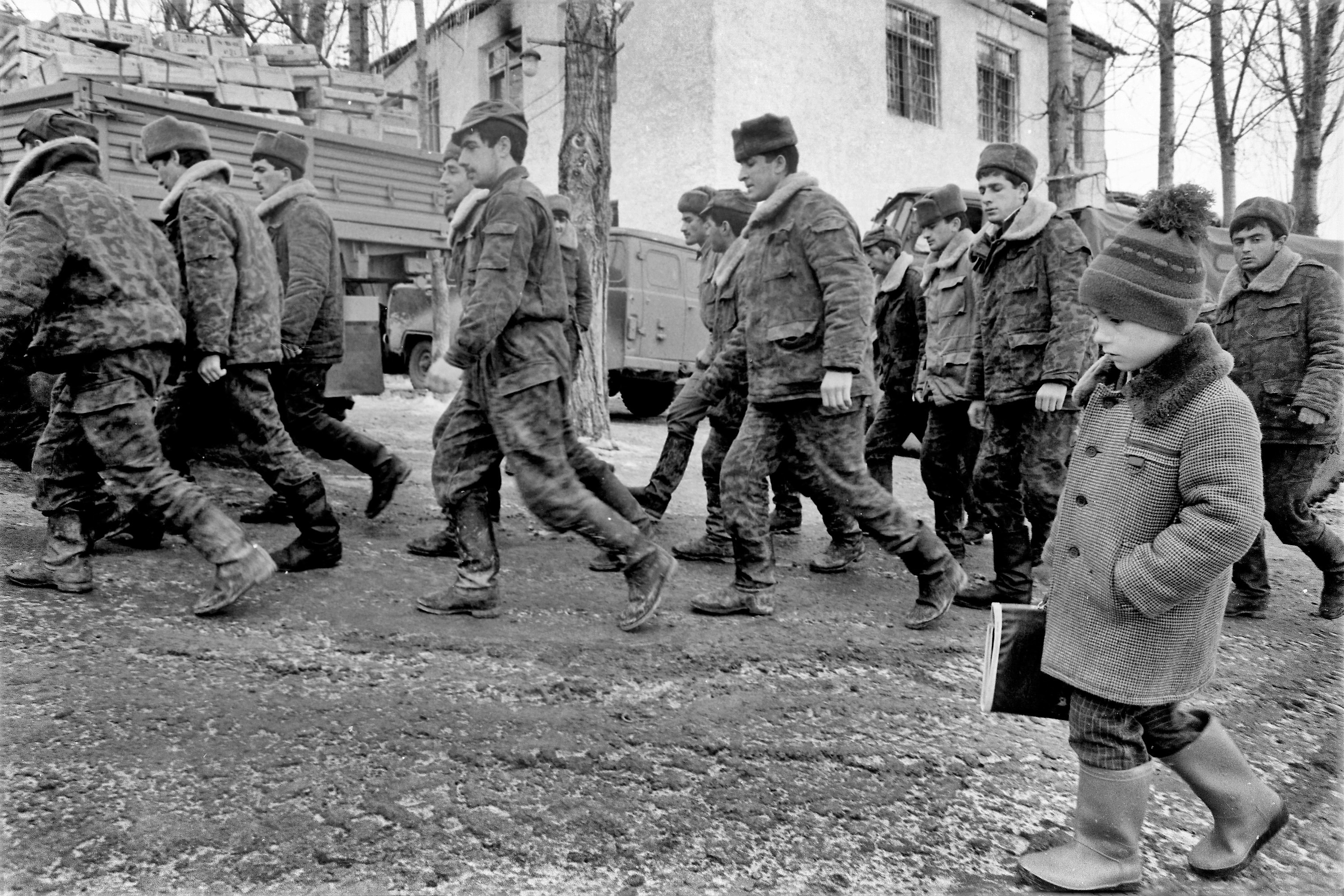
纳卡战争时的阿塞拜疆军队

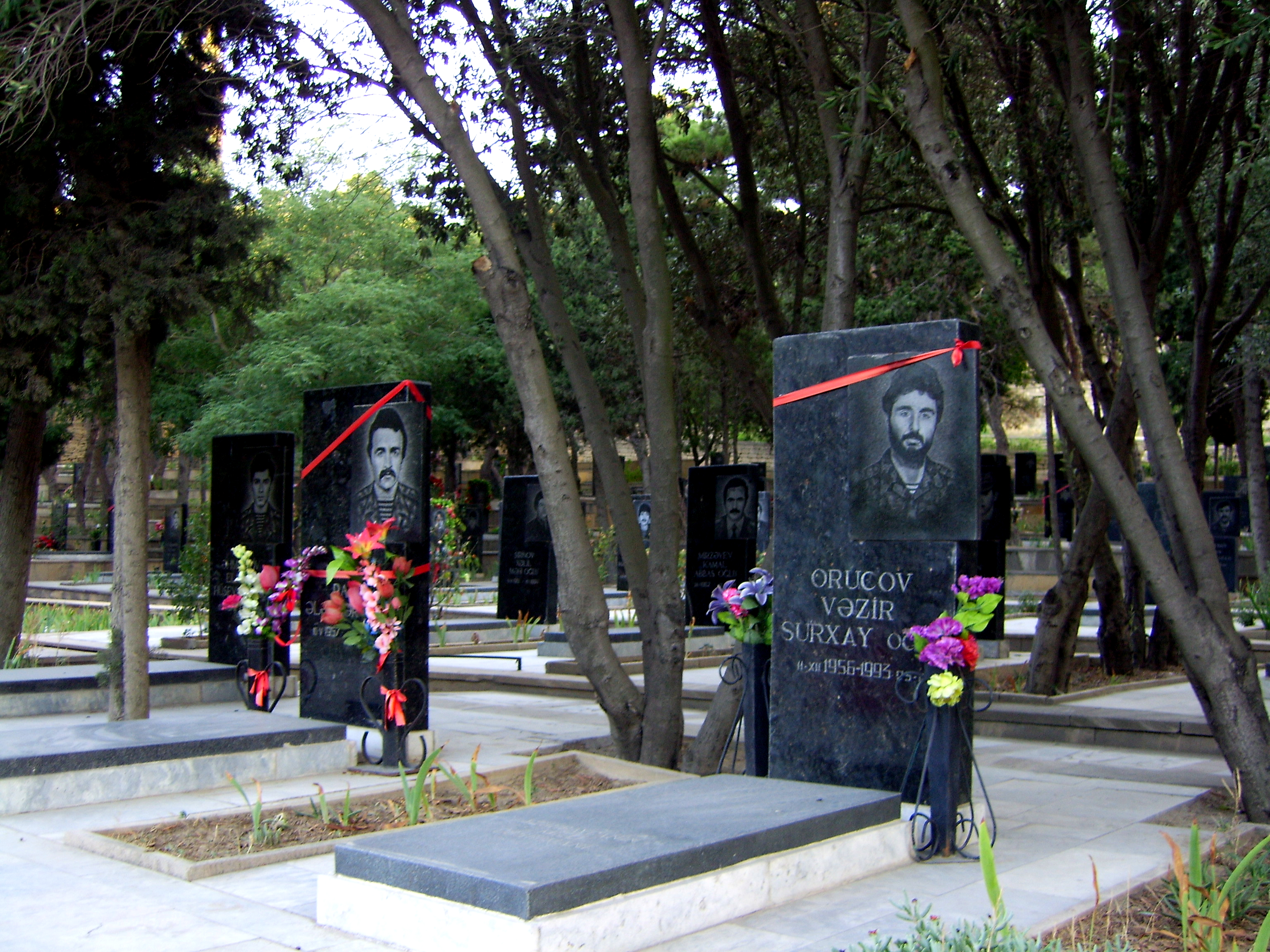
战死的阿塞拜疆士兵之墓

圆环行动使亚美尼亚和阿塞拜疆双方的数千志愿者被征入临时拼凑的军队，亚美尼亚人和阿塞拜疆人的零星冲突在此之后开始升级。在亚美尼亚，把分离主义战士和历史上的亚美尼亚游击队，以及历史上的受人尊敬的，在十九世纪末和20世纪初与奥斯曼帝国战斗的人物，比如安德拉尼克·奧扎尼安和加列津·恩贾德等人相提并论，并把前者偶像化，是一个不断被重复的且受欢迎的主题。
除了政府征召的18-45岁的男性外，很多亚美尼亚人志愿参战，组成“tchokats”即小分队，每队约有40人，几个小队组成一组，由一名中校军官指挥。开始时其中的很多人自选战斗的时间和地点，个个独立行动，供给和防守某地时很少有配合行动。直接抗命不遵司空见惯，很多人难得出现，其他的人劫掠战死士兵身上的物品，比如给装甲车用的柴油，仅仅是为了在黑市上出售。
很多妇女在亚美尼亚军中服役，参加战斗，也担任后勤岗位的工作，比如提供急救和从战场上运下伤员。
尽管阿塞拜疆军队也出现了类似的情况，但是在战争的头一年阿军组织更为良好。阿塞拜疆政府也同样进行了征兵，很多阿塞拜疆人在苏联解体后的第一个月热情高昂地参军作战。阿塞拜疆国民军有大约30000人，另有将近10000人的准军事部队——特警(OMON)和人民阵线的几千名志愿者。一名阿塞拜疆富人苏拉特·侯赛因诺夫还组建他自己的旅——阿塞拜疆军队709旅，并从第23摩托化步兵师的弹药库里购买了很多武器和车辆。伊斯甘達爾·哈米多夫的灰狼部队也被动员起来准备作战。阿塞拜疆政府还拿出自己在里海地区的大笔油田收入雇佣国外雇佣兵。
前苏联部队也参加了两方的军队。比如，亚美尼亚方面最杰出的指挥官之一是前苏军将军安纳托利·兹涅维奇，他留在纳戈尔诺-卡拉巴赫五年(1992-1997)，参与制定和实施了亚美尼亚军队的很多行动。战争结束时他的职务是纳卡共和国军队总参谋长。冲突各方在1993-1994年度拥有的兵员和军用车辆估计数为：
| 政权           | 军事人员 | 火炮 | 坦克 | 装甲运兵车 | 装甲战斗车辆 | 战斗机 |
| -------------- | -------- | ---- | ---- | ---------- | ------------ | ------ |
| 阿尔察赫共和国 | 20,000   | 16   | 13   | 120        | N/A          | N/A    |
| 亞美尼亞       | 20,000   | 170  | 160  | 240        | 200          | N/A    |
|                | 42,000   | 330  | 280  | 360        | 480          | 170    |

在军事上总体比较而言，亚美尼亚可征召服役的17-32岁男性人数总数为55万，阿塞拜疆为130万。双方的多数兵员曾在苏军服役，在冲突爆发之前具有某些军事经验。卡拉巴赫的亚美尼亚人中则有60%在苏军中服过役。但是多数阿塞拜疆人经常在苏联军队服役期间遭到歧视，被发配到工程营，而不是分配到战斗部队。
虽然阿塞拜疆成立了两所军官学校，包括一所海军学校，但是缺乏此类军事经验仍然使阿塞拜疆对战争缺乏准备。

## 亚美尼亚的初期胜利

### 霍贾雷

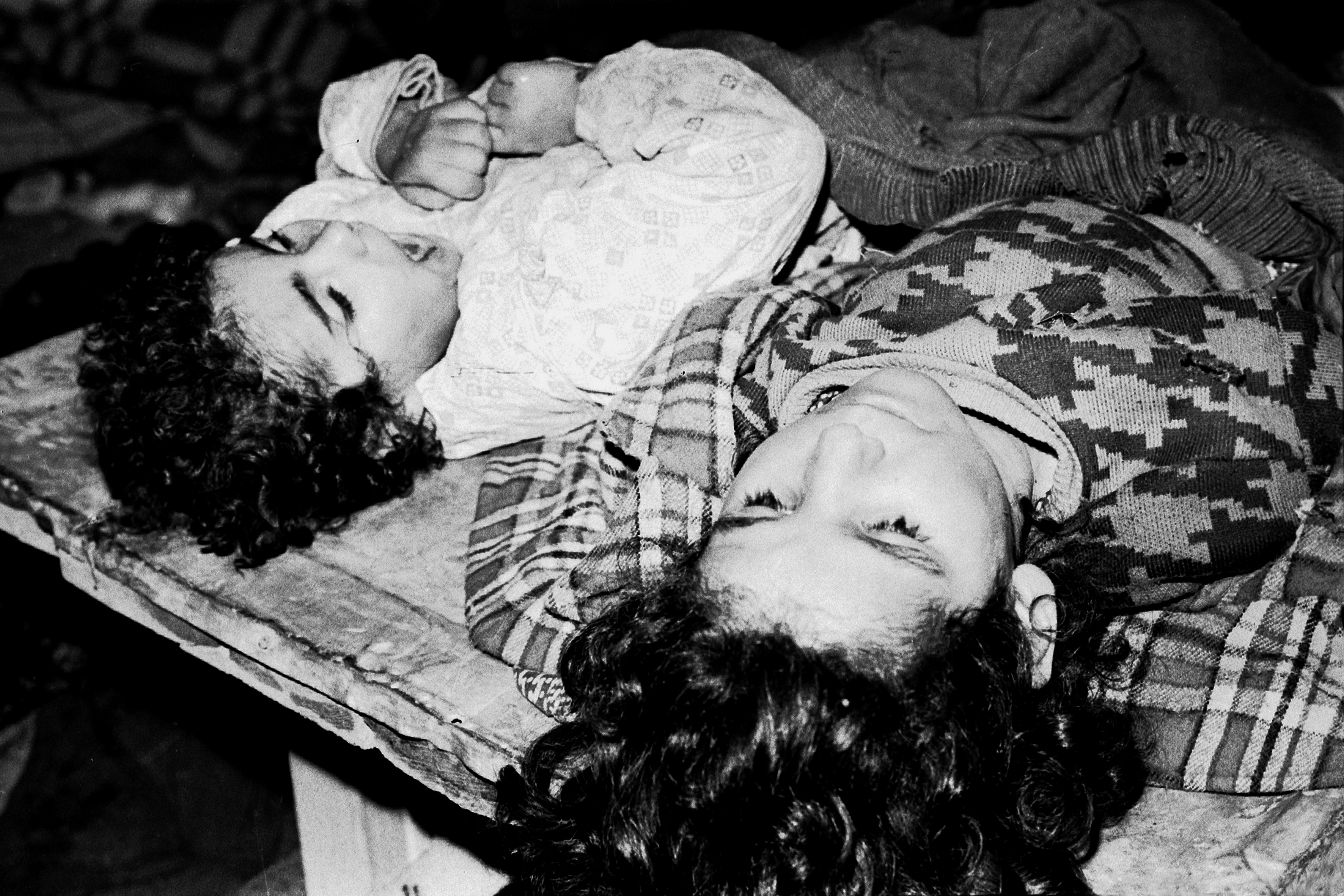
霍贾雷大屠杀遇害者。阿塞拜疆通信社("AzerTac")记者伊尔加·切费罗夫(Ilgar Ceferov)拍摄

新成立的亚美尼亚共和国在官方场合公开否认参与向纳戈尔诺-卡拉巴赫的分離主义者提供武器、燃料、食品或其他补给。但是特尔-彼得罗相随后承认了向其提供补给物资和发给资金，但是否认派遣过己方人员参战。亚美尼亚当时面临着阿塞拜疆共和国的封锁而元气大伤，也受到了邻国土耳其的压力，后者决定支持阿塞拜疆并与其建立更紧密的关系。亚美尼亚拥有的和卡拉巴赫的唯一陆地联结是狭窄的拉钦走廊，只能容下直升机通过。该地区唯一的机场位于小城霍贾雷，离斯捷潘纳克特7公里远，人口6000至1 0000。另外，霍贾雷已被当作一处炮兵阵地，从2月23日起向位于首府的亚美尼亚和俄罗斯部队进行炮击。至2月下旬，霍贾雷已被大部包围。2月26日，亚美尼亚军队在第366旅的装甲车帮助下发动攻击占领了霍贾雷。
根据阿塞拜疆方面和其他资料来源，在亚美尼亚军队攻占霍贾雷之后，打死了几百名正向城外逃难的平民。亚美尼亚部队之前声称攻打城市时会为他们留下一条避难走廊。但是当攻击发起之后，亚美尼亚攻城部队很快就超出和压过了城防部队，后者和平民一起企图向北方的阿塞拜疆控制的城市阿格達姆撤退。机场跑道被发现已经被有意损坏，使其一时之间难以使用。攻城部队于是开始追赶通过走廊逃走的人并向其开火，打死大量平民。面对跨国组织的有组织屠杀平民指控，亚美尼亚政府官员否认有屠杀发生，并声称战斗目标是摧毁霍贾雷方向的炮兵阵地。
确切的死亡数字从未被证实，但是保守估计死亡人数有485人。阿塞拜疆当局公布的2月25-26日伤亡统计中的平民官方死亡人数是613名，其中有106名妇女和83名儿童。1992年3月3日，波士顿环球报报道在四年的冲突中超过1000人被害。报道援引了霍贾雷市长埃尔马尔·马梅多夫(Elmar Mamedov)的话，后者还说有200人失踪，300人被扣为人质，200人在战斗中受伤。

### 第二次调解努力
伊朗总统阿克巴尔·哈什米·拉夫桑贾尼在1992年上半年开始尝试进行第二次调停。伊朗所作的第一次停火调解的努力被攻占霍贾雷而打断。但是在亚美尼亚和阿塞拜疆之间进行几个月的“穿梭外交”之后，伊朗当局得以邀请阿塞拜疆代总统雅库伯·马马多夫和亚美尼亚总统列翁·特尔-彼得罗相于1992年7月在德黑兰进行双边会谈。会谈声明由马马多夫、特尔-彼得罗相和拉夫桑贾尼签署，三方同意实现外交关系正常化、稳定边界和处理难民危机。但是，和平努力次日即因亚美尼亚军队攻占舒沙而告中断，在5月18日拉钦陷落之后完全失败。

### 攻克舒沙
在霍贾雷被攻占几个月之后，阿塞拜疆指挥部坚守舒沙这座该地区唯一的军事据点，从该处用BM-21火箭炮对斯捷潘纳科特开始一轮大规模炮击。至4月，炮击已经迫使斯捷潘纳科特的5 0000名居民中的大部逃至地下堡垒和地下室内避难。遭受该市外延地区的地面突袭之后，纳戈尔诺-卡拉巴赫的军事领导层组织了一轮攻势来夺取该城。
5月8日，一支由几百名亚美尼亚士兵组成的部队在坦克和直升机协助下向舒沙城发起攻击。城市街道上发生了激烈巷战，双方损失数百人。由于人数不济，舒沙的阿塞拜疆指挥部下令撤退，战斗于5月9日结束。
攻占舒沙在邻近的土耳其引起强烈反应。土亚关系在亚美尼亚宣布从苏联独立之后有过改善。但是在亚美尼亚在纳戈尔诺-卡拉巴赫地区取得显著战果之后双边关系逐渐恶化。在苏俄时代之前，亚美尼亚对土耳其就怀有深层仇恨，这种敌意部分来自于亚美尼亚大屠杀。很多亚美尼亚人视阿塞拜疆人为“土耳其人”因为他们有民族血缘关系。土耳其总理苏莱曼·德米雷尔说他受到巨大民意压力要求土耳其进行干预援助阿塞拜疆。但是德米雷尔反对进行此类干预，说土耳其对战争的干涉只会挑起更大规模的穆斯林-基督教冲突（土耳其人绝大多数是穆斯林）。
土耳其从未真正向阿塞拜疆输送战斗部队，但是却运送了大量军事援助和军事顾问。1992年5月，独联体部队司令叶夫根尼·沙波什尼科夫元帅向西方国家特别是美国发出警告，不要干涉高加索地区冲突，声称这将会“将我们（独联体）置于第三次世界大战的边缘，这是不能允许的。”
一群由沙米尔·巴萨耶夫带领的车臣人是冲突的参加者之一。据阿塞拜疆军队上校阿塞尔·鲁斯塔莫夫（Azer Rustamov）所说，在1992年“几百名车臣志愿者在沙米尔·巴萨耶夫和沙尔曼·拉杜耶夫指挥的战役中向我们提供了不可估量的帮助。”巴萨耶夫据称是最后一个离开舒沙的战斗人员。根据俄国新闻报道巴萨耶夫时候称在他的战斗生涯中他和他的营只战败过一次，就是在卡拉巴赫败于“达什纳克营”之手。随后他又说在战争看来更像为了民族主义而不是宗教时他从冲突中撤走了他的“圣战”部队。

### 封锁拉钦

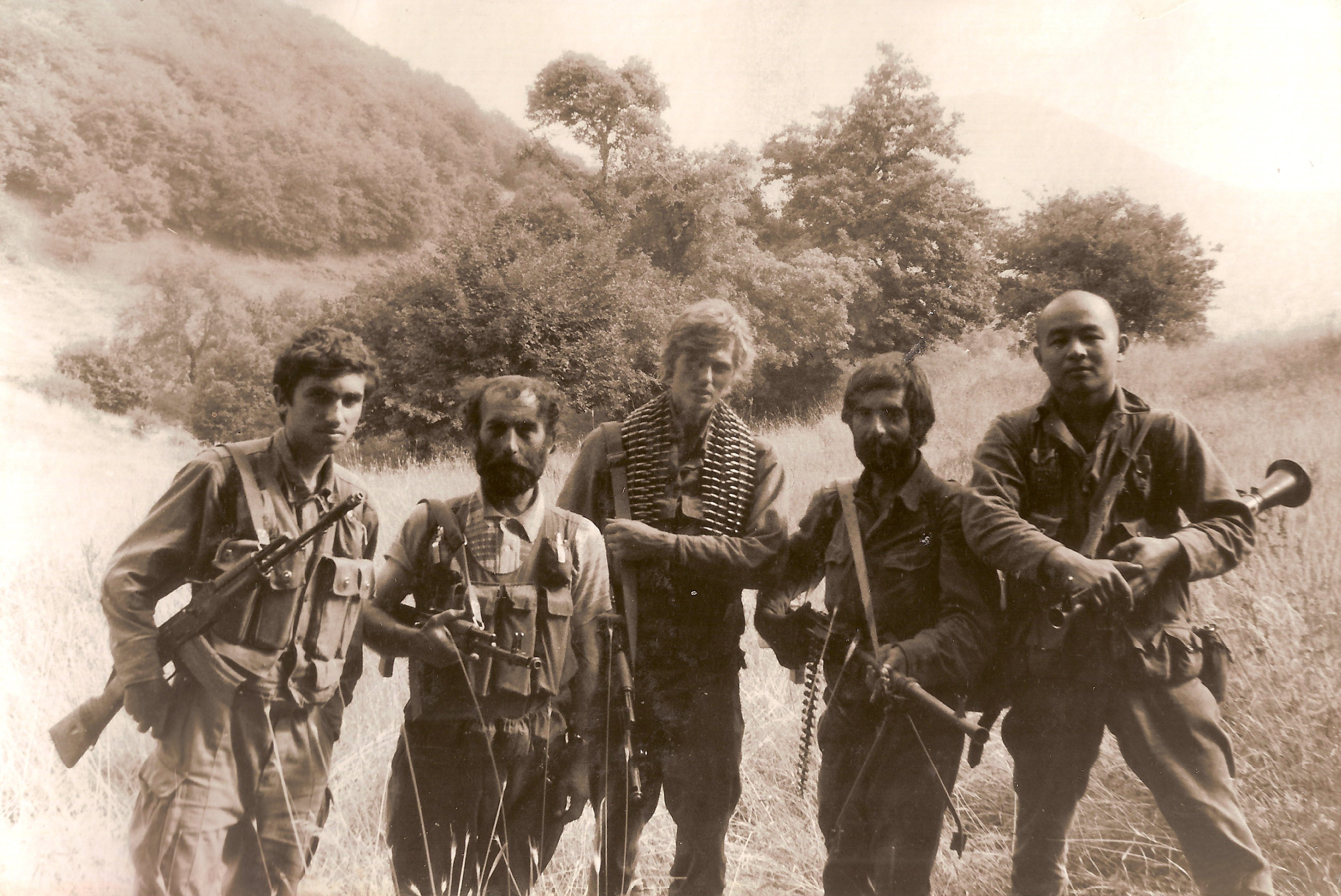
前線的卡拉巴赫自衛隊士兵。1992年8月在拉欽走廊

阿塞拜疆国会将舒沙失守归咎于马马多夫，将其撤职，穆塔利博夫得以解脱霍贾雷失守的责任，于1992年5月15日重新恢复总统职务。很多阿塞拜疆人将其视为一场政變，当年六月的国会大选被取消。当时的阿塞拜疆国会由共产党时期的前领导人组成，霍贾雷和舒沙易手只不过助长了他们举行自由选举的意愿。
亚美尼亚部队于5月18日为了夺取拉钦城在亚美尼亚和纳戈尔诺-卡拉巴赫之间的狭窄走廊地带发起的攻势更使局势火上浇油。该城防守不严，而且亚美尼亚部队在第二天就控制了全城，清除了所有余留的阿塞拜疆人，打开了将该地区通往亚美尼亚的通道。攻占此地使联接亚美尼亚本土的陆上运输线成为可能，补给车队开始行进在从拉钦到卡拉巴赫的山间道路上。
拉钦失守是打垮穆塔利博夫政府的最后一击。游行不顾穆塔利博夫的禁令照常举行，人民阵线分子开始筹划武装政变。政府军和人民阵线支持者的冲突升级，政治反对派占领了巴库的国会大楼、机场和总统府。1992年6月16日，阿布法兹·埃利奇别伊被选为阿塞拜疆总统，多数阿塞拜疆人民阵线党领导人也被选入国会。煽动者将穆塔利博夫描述成在卡拉巴赫战争中不称职且懦弱的领导人。埃利奇别伊坚持反对接受任何俄国援助，而倾向于与土耳其建立更紧密的联系。
冲突也扩散到邻近的纳希切万，1992年5月亚美尼亚部队炮击了该地。

## 冲突升级

### 戈兰博伊行动
戈兰博伊行动是一场阿塞拜疆方面于1992年发动的大规模攻势，旨在控制整个纳戈尔诺-卡拉巴赫，一举结束抵抗活动。这场攻势被认为是阿塞拜疆地面部队唯一成功的战略突破，标志着阿塞拜疆在整场战争六年间成就的顶点。它也标志着战争进入了一个新的更加激烈的阶段。此次行动出动了超过8000人的阿塞拜疆部队和四个加强营，至少90辆坦克和70辆步兵战车，以及米-24武装直升机。

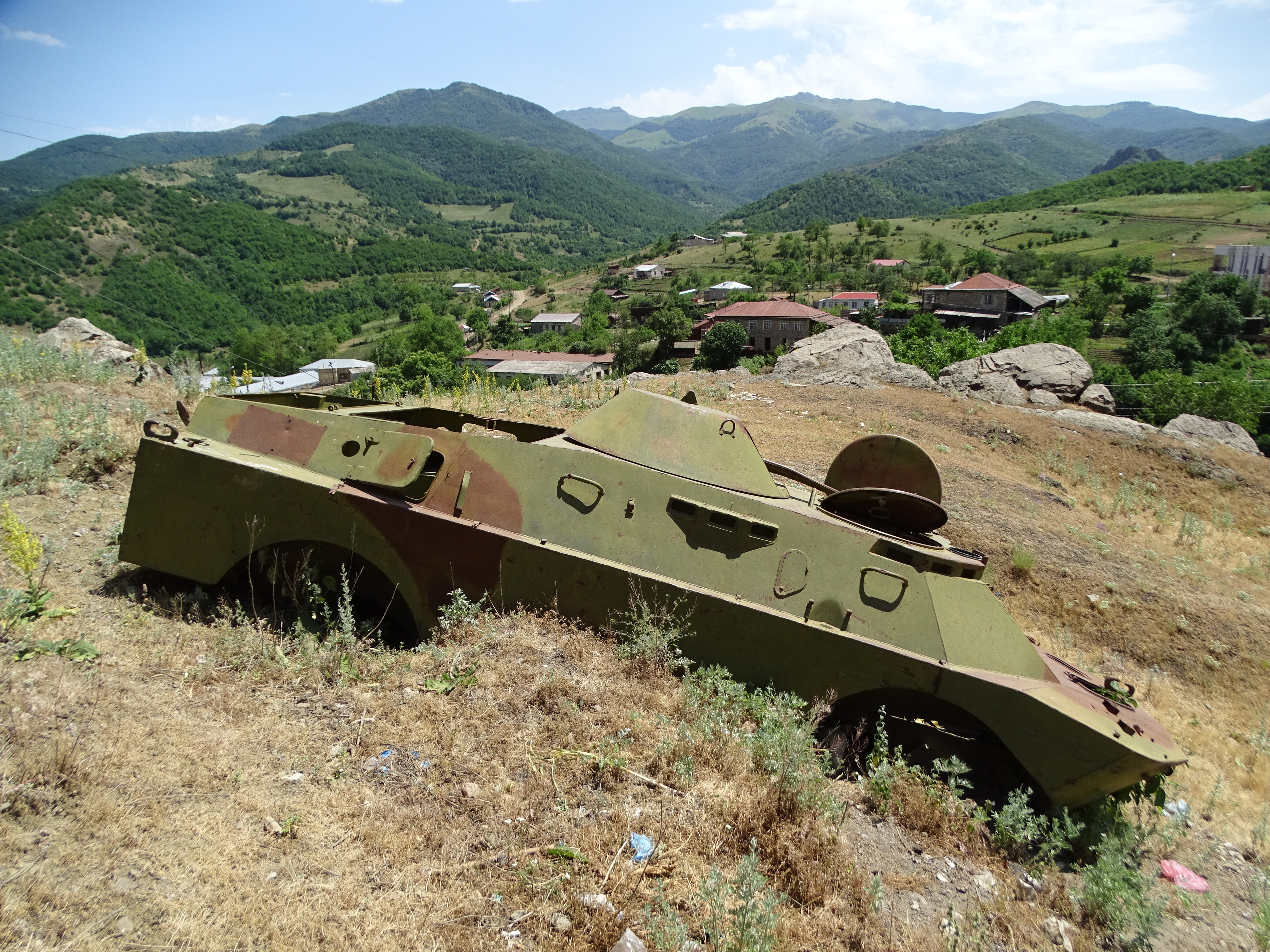
被击毁的战车

1992年7月12日，阿塞拜疆军队首先在纳戈尔诺-卡拉巴赫中部的阿斯克然地区发动了一场大规模佯攻。阿塞拜疆两个集团共4000人的部队分别进攻阿斯克然的南北两面。经过激烈的战斗阿塞拜疆成功控制阿斯克然地区的纳西切万尼克、阿拉扎德卓尔、皮尔贾马尔、达赫拉兹与阿赫布拉克等多个居民点。1992年7月4日，阿塞拜疆占领了该地区最大的城市马尔塔克尔特。
阿塞拜疆方面的攻势迫使亚美尼亚政府公开威胁称将要公然干涉和支持卡拉巴赫的分离主义分子的战斗行动。此次行动迫使亚美尼亚部队向南往斯捷潘纳克特方向撤退，卡拉巴赫方指挥官考虑在不能阻止攻势的情况下炸毁斯捷潘纳克特地区的一处水电大坝。另估计进攻方夺回纳戈尔诺-卡拉巴赫的将近一半后，约30000名亚美尼亚难民被迫逃离首府。
但是，阿塞拜疆方的攻势被阻止了，阿方的装甲部队被武装直升机赶走。据称阿塞拜疆发动的攻势中驾驶装甲部队车辆的是来自驻扎在占贾的第104空降兵师的俄罗斯人，而且讽刺的是，最终阻止他们的部队也是如此。根据亚美尼亚官方消息，亚美尼亚成功说服俄国部队轰炸并有效阻止了敌人的前进数天。随着纳卡国防军改组，阿塞拜疆最终停止前进。至1992年秋，阿塞拜疆军队已精疲力竭，损失惨重。至第二年的三四月间，在纳卡国防军协助下战势逆转为前所未有的一波波反击进攻。
在6月的进攻之后，欧安组织协调下的几项停火生效，但得到亚美尼亚认可的欧洲维和部队的进驻从未实现。曾经提出派100名国际观察员前往卡拉巴赫的想法，但7月亚美尼亚领导人与阿塞拜疆领导人之间的谈判完全破裂。俄罗斯特别反对允许一支来自北约的多国维持和平部队进入高加索地区，并将其视为侵占其“后院”的举动。

### 马尔塔克尔特和马尔图尼的进攻
6月下旬，纳卡军队计划对阿塞拜疆进行一次规模较小的新攻势，这次攻势是对卡拉巴赫东南半部的马尔图尼镇。攻击部队包括数十辆坦克和装甲战车，以及在马尔图尼和扎达尔附近前沿集结的数个步兵连。马尔图尼的团长蒙特·梅尔科尼安现在被他的士兵们称为“阿沃”，尽管他没有重型装甲，但设法阻击了阿塞拜疆军队的多次进攻。
1992年8月下旬，纳戈尔诺-卡拉巴赫政府陷入混乱状态，其成员于8月17日辞职。随后由一个名为国防委员会的委员会掌权，该委员会由罗伯特·科恰良担任主席，该委员会称将暂时统治该飞地，直到冲突结束。同时，阿塞拜疆还通过固定翼飞机发起攻击，经常轰炸平民目标。科恰良谴责他认为是阿塞拜疆人故意杀害平民的企图，也谴责俄罗斯认为关于允许其军队的武器储备出售或转让给阿塞拜疆是被动和无关紧要的态度。

### 冬季停战
随着冬天的临近，双方基本上都放弃了全面进攻，以保留天然气和电力等资源供家庭使用。尽管向居住在卡拉巴赫的居民开放了通道，但由于阿塞拜疆施加的经济封锁，亚美尼亚和飞地都遭受了很多损失。虽然没有完全关闭，但从土耳其发送的物资援助却只能零星到达。
在米沙摩尔(Metsamor)核电站关闭后，亚美尼亚粮食和电力都面临短缺，经济前景显得黯淡：在格鲁吉亚针对阿布哈兹和奥塞梯的分离主义者的新一轮内战爆发，供应车队遭到袭击，唯一的从俄罗斯通往亚美尼亚的石油管道屡遭破坏。与1991-1992年一样，1992-1993年冬季特别寒冷，亚美尼亚和卡拉巴赫的许多家庭都没有暖气和热水。
粮食变得难以采购。海外亚美尼亚侨民筹集资金并向亚美尼亚捐赠物资。12月从美国经格鲁吉亚的黑海港口巴统运来了两批33,000吨粮食和150吨婴儿配方奶粉。1993年2月，欧共体向亚美尼亚发送了450万欧洲货币单位的援助。由于埃利奇别伊对伊朗的苛刻立场以及他宣扬的大阿塞拜疆言论使两国之间的关系疏远了，亚美尼亚的南部邻国伊朗也通过提供电力为亚美尼亚提供了经济上的帮助。
阿塞拜疆人国内和国际难民被迫住在阿塞拜疆政府和伊朗提供的临时营地中。国际红十字会还向阿塞拜疆人分发了毯子，并指出到12月，已为难民分配了足够的食物。阿塞拜疆还努力恢复其主要出口石油产业。但其炼油厂未满负荷生产，生产配额远低于估计。1965年，巴库的油田年产量为2150万吨，到1988年这一数字下降到将近330万。苏联时期过时的炼油设备和西方石油公司不愿在经常会破坏管道的战区进行投资，阻止了阿塞拜疆充分利用其石油财富。

## 1993年冲突
尽管冬天艰苦，但双方热情期待问题的解决。阿塞拜疆总统埃利奇别伊对为与亚美尼亚总统彼得罗相的冲突带来令人满意的解决方案表示乐观。尽管鲍里斯·叶利钦和乔治·布什呼吁再次停火，但该地区的敌对行动再度爆发，这种希望的曙光很快就在1993年1月开始消退。亚美尼亚军队年初开始了新一轮攻势，攻占了北部阿塞拜疆人所控制的卡拉巴赫北部村庄。在1992年亚美尼亚遭受损失之后，俄罗斯于次年开始向亚美尼亚运送大量军备。俄罗斯向亚美尼亚提供的武器总价值为1993年的10亿美元。据俄罗斯将军列夫·罗克林称，俄罗斯向亚美尼亚提供了如此大量的武器，以换取“金钱，私人联系和大量伏特加酒”。
军事失败带来的沮丧使阿塞拜疆的国内蒙受了惨重损失。阿塞拜疆的军队变得更加绝望，国防部长加济耶夫（Gaziev）和侯赛因诺夫（Huseynov）的旅转向寻求俄罗斯的帮助，此举违反了埃利奇别伊的政策，被认为是不服从命令。政治上的内讧以及关于在该国内政部伊斯干达·哈米多夫和加济耶夫之间将军事单位转移到何处的争论导致后者于2月20日辞职。同样亚美尼亚的政治动荡和亚美尼亚人对特尔-彼得罗相总统的异议日益加剧。

### 克尔巴贾尔之战

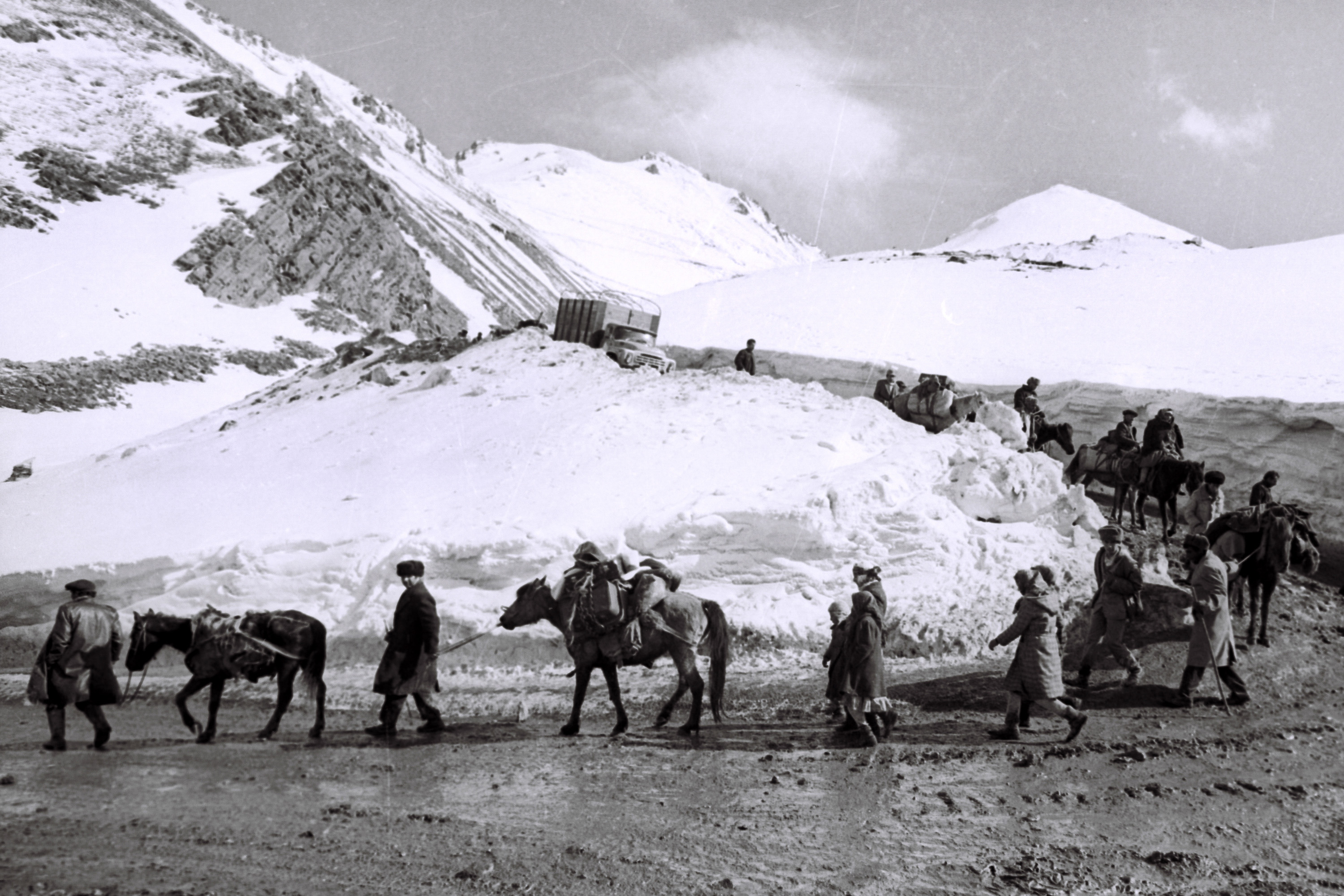
克尔巴贾尔的阿塞拜疆难民

克尔巴贾尔位于卡拉巴赫北部以西，纳卡自治州官方边界之外，与亚美尼亚接壤。由几十个阿塞拜疆人和库尔德人组成的村庄，人口约60,000。1993年3月，据报道阿塞拜疆人正袭击马尔塔克尔特萨桑水库附近的亚美尼亚人控制区。在成功保卫了马尔图尼地区之后，梅尔科尼安的战士们被派去占领了克尔巴贾尔区，据称入侵和炮击来自该地区。
阿塞拜疆人的军事反击很少，使梅尔科尼安的战士在该地区立足，并一路占领了几辆废弃的装甲车和坦克。4月2日下午2时45分，亚美尼亚部队从两个方向向克尔巴贾尔进发，攻击袭击了阿塞拜疆装甲部队，并在占贾-克尔巴贾尔沿线交汇处驻扎了部队。阿塞拜疆部队无法阻止亚美尼亚装甲部队取得的进展，并被彻底歼灭。到4月3日，亚美尼亚部队已经占领了克尔巴贾尔。阿塞拜疆总统实施了为期两个月的紧急状态，并实行了普遍征兵制。
4月30日，联合国安理会（UNSC）通过了由土耳其和巴基斯坦共同发起的第822号决议，要求立即停止一切敌对行动，并从克尔巴贾尔撤出所有占领军。人权观察的结论是，在克尔巴贾尔进攻期间，亚美尼亚部队犯下了许多战争罪行为，包括强迫平民外逃，滥杀滥伤和劫持人质。
阿塞拜疆总统埃利奇别伊的无能使阿塞拜疆主要指挥官侯赛因诺夫感到沮丧，并把他从上校的职位降级了。他的旅团于6月初从甘杰（Ganje）基地向巴库前进，“巴库行军”明确的目的是解散总统。 埃利奇别伊于6月18日卸任，当时的国会主席盖达尔·阿利耶夫掌权。7月1日，侯赛因诺夫被任命为阿塞拜疆总理。作为代理总统，阿利耶夫解散了人民阵线的33个志愿者营，他认为他们在政治上不可靠。阿利耶夫于1993年10月10日担任阿塞拜疆总统。

### 阿格达姆，菲祖利，杰布拉伊尔和赞吉兰

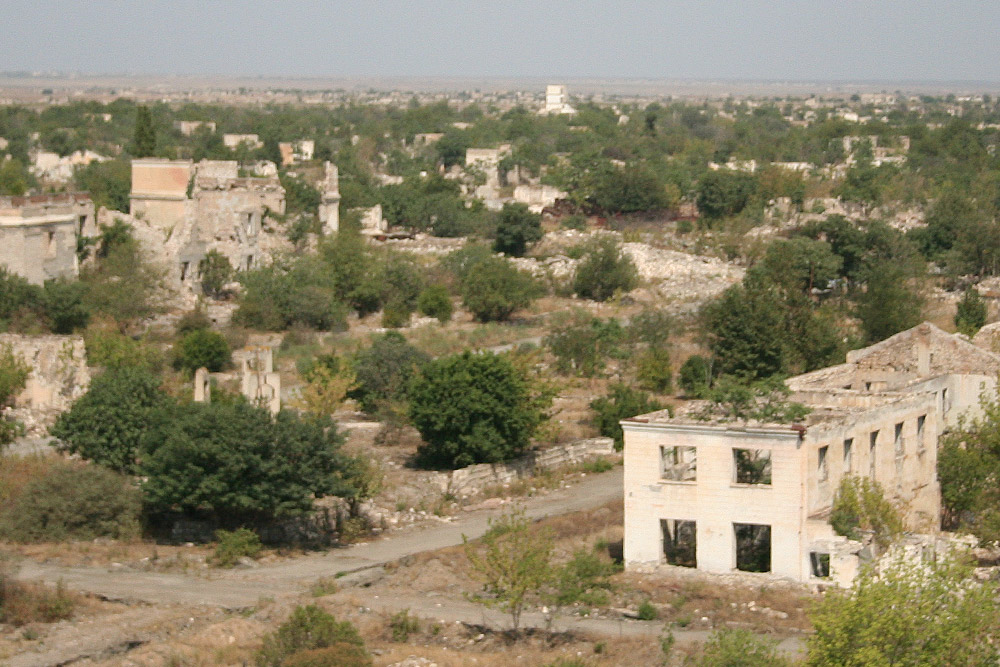
著名的战争废城，毁于纳卡战争的阿格達姆

当阿塞拜疆人民适应新的政治形势时，许多亚美尼亚人正在哀悼梅尔科尼安。梅尔科尼安于6月12日在默祖里镇附近与阿塞拜疆轻型装甲和步兵一起小冲突中被杀，并在埃里温举行了国葬。亚美尼亚方面利用了巴库的政治危机，这使卡拉巴赫北部战线几乎没有受到阿塞拜疆军队的任何防御，随后的四个月阿塞拜疆的政治动荡导致失去了对五个地区以及纳戈尔诺-卡拉巴赫北部的控制。阿塞拜疆军队面对亚美尼亚的进攻无法抵抗，他们放弃了大多数阵地而没有进行战斗。6月下旬，他们被驱逐出马尔达凯特，失去了他们在飞地的最后据点。到7月，亚美尼亚部队正准备进攻和占领落在纳戈尔诺-卡拉巴赫之外的另一个走廊阿格达姆地区，声称他们正试图扩大阵地，使城镇和村庄及其阵地脱离阿塞拜疆的火炮攻击范围。
7月4日，亚美尼亚部队对阿格达姆进行炮击，摧毁了该镇的许多地区。阿塞拜疆士兵与平民一起开始撤离阿格达姆。面对军事崩溃，阿利耶夫试图与事实上的卡拉巴赫政府和明斯克小组官员进行调解。8月中旬，亚美尼亚人聚集了一支部队，占领了纳戈尔诺-卡拉巴赫以南的阿塞拜疆控制的菲祖利和杰布拉伊尔地区。
鉴于亚美尼亚人进入阿塞拜疆，土耳其总理坦苏·奇莱尔警告亚美尼亚政府不要袭击纳希切万，并要求亚美尼亚人退出阿塞拜疆的领土。9月初，成千上万的土耳其军队被派往土耳其和亚美尼亚之间的边界。反过来，亚美尼亚的俄罗斯联邦部队则在边界上针锋相对，从而避免了土耳其可能参与冲突。
到9月初，阿塞拜疆军队几乎陷入瘫痪。他们从俄罗斯那里购买和购买的许多重型武器在战斗中被夺走或被废弃。自1992年6月的进攻以来，亚美尼亚部队从阿塞拜疆获得了数十辆坦克，轻型装甲和大炮。例如，根据蒙特·梅尔科尼安（Monte Melkonian）在1993年3月的电视采访中说，自1992年6月以来，仅他在马尔图尼（Martuni）的部队就俘获或摧毁了55辆T-72、24辆BMP-2、15辆APC和25辆重型火炮，“我们的大部分武器都是从阿塞拜疆捕获的。”当时的卡拉巴赫武装部队指挥官谢尔日·萨尔基相记录了战争期间总共捕获的156辆坦克。到1993年中，亚美尼亚部队已经得到了如此多的装备，以至于许多人赞扬了埃利奇别伊，因为他实际上是在武装双方。
阿塞拜疆绝望的进一步迹象包括阿利耶夫政府从阿富汗招募了1,000至1,500名阿富汗和阿拉伯圣战者。尽管阿塞拜疆政府否认了这一说法，但亚美尼亚部队的来信和照片却另有说明。一家位于美国的石油公司MEGA OIL，还聘用了几名美国军事顾问，作为阿塞拜疆在其油田授予钻探权的先决条件。

## 最后的冲突到停火

### 93-94年初的冲突

亚美尼亚士兵穿着简单修改过的苏联军服在卡拉巴赫北部

1993年10月，阿利耶夫正式当选总统，并承诺除了夺回失去的地区外，还会给阿塞拜疆带来社会稳定。10月，阿塞拜疆加入了独联体。冬季的气候条件与上一年相似，双方都提前几个月寻找木材并收获食物。随后联合国安理会通过了两项关于纳戈尔诺-卡拉巴赫冲突的决议，分别是10月和11月的874和884号决议，重申承认纳戈尔诺-卡拉巴赫是阿塞拜疆的一个地区。
1994年1月上旬，阿塞拜疆部队和阿富汗游击队重新占领了菲祖利地区的一部分，包括伊朗边界上的霍拉迪斯铁路交界处，但没有夺回菲祖利镇本身。 1月10日，阿塞拜疆向马尔塔克尔特地区发动攻势，企图夺回飞地北部。进攻成功地将卡拉巴赫的部分地区夺回，但很快就失败了。作为回应，亚美尼亚共和国开始派遣应征入伍者以及陆军和内政部正规部队来阻止阿塞拜疆人在卡拉巴赫的前进。为了增强军队的实力，亚美尼亚政府发布了一项法令，对四十五岁以下的男子实行为期三个月的招募行动，并采取抓壮丁的方式招募新兵。阿塞拜疆部队俘虏了几名现役亚美尼亚军队士兵。
阿塞拜疆的进攻变得更加绝望，因为招募了16岁的男孩，甚至没有接受过训练，他们被派去参加无效的人海攻击（这种战术经常与两伊战争中伊朗所采用的战术相比）。冬季发生的两次攻势使阿塞拜疆损失了5,000人的生命（造成数百名亚美尼亚人丧生）。阿塞拜疆的主要攻势旨在夺回克尔巴贾尔地区，从而威胁拉钦走廊。在暂时得手后阿塞拜疆再一次溃败，几个旅被亚美尼亚包围。

### 比什凯克协议

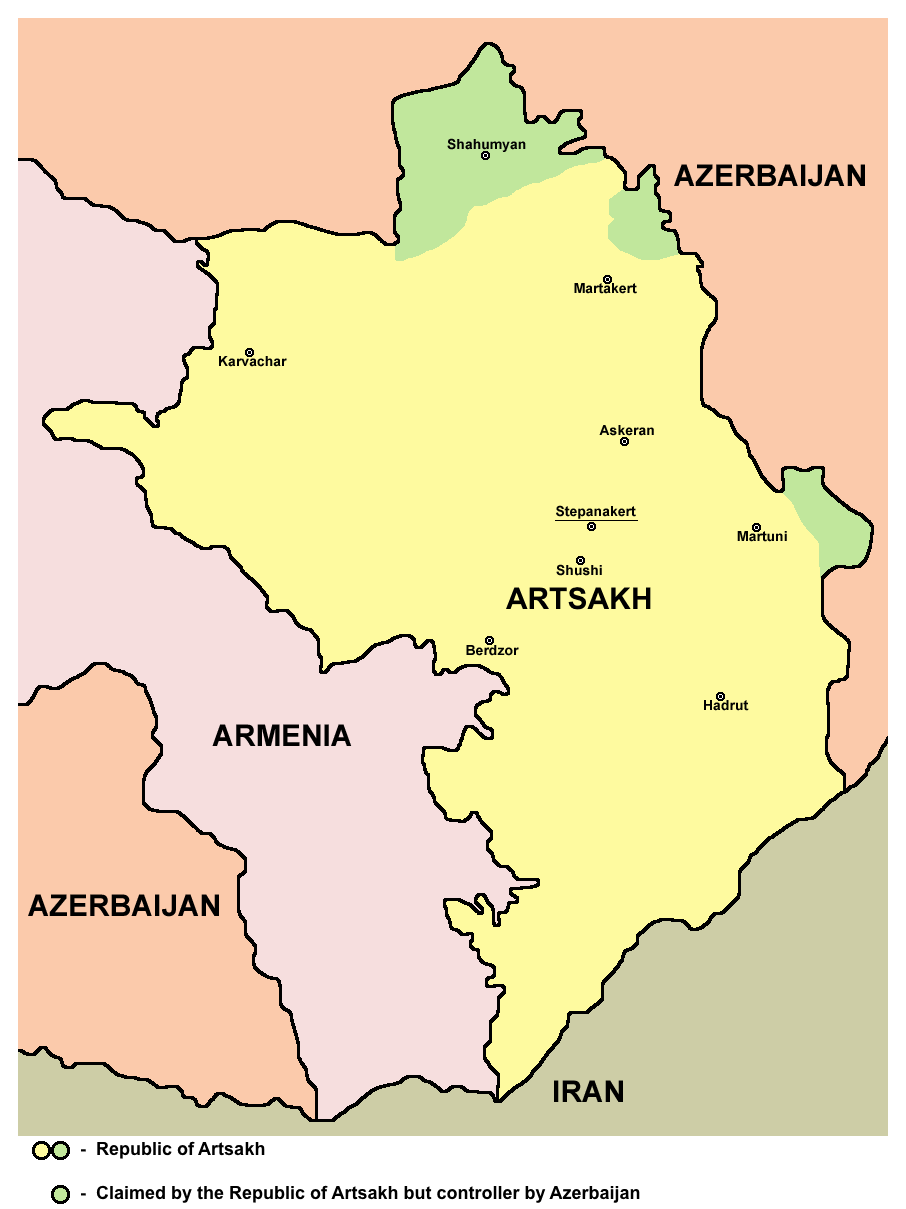
綠色部分為纳卡宣称主权但在战后被阿塞拜疆控制的地区

纳卡军队在亚美尼亚的支援下不仅击退了阿塞拜疆的进攻，而且进一步占领了纳卡周围原属阿塞拜疆的7块地区。这些地区加起来占原阿塞拜疆领土的13.4%。面对不利战局，阿塞拜疆被迫承认纳卡当局为谈判方，从而开启了直接谈判进程。1994年5月，在俄罗斯的调解下，阿塞拜疆、纳卡和亚美尼亚在比什凯克签署了停火协定。
俄罗斯教授乔治米尔斯基（Georgiy I. Mirsky）在其1997年的《帝国废墟》一书中认为：“卡拉巴赫对亚美尼亚人的重要性不亚于阿塞拜疆人。”《纽约时报》记者访问该地区的报告中得到了进一步证实，他指出“在斯捷潘纳克特，无论是来自亚美尼亚的志愿者还是当地居民，很容易从中找到一个身体强壮的人，在阿塞拜疆的地方，征兵年龄的人在咖啡馆里闲逛。” 冲突开始时，安德烈·萨哈罗夫就此称“对阿塞拜疆而言，卡拉巴赫问题是抱负，对卡拉巴赫亚美尼亚人而言，这是生死攸关的问题。” 
1992年起欧安组织的纳卡问题明斯克小组，希望通过和平谈判解决纳卡问题。但是双方的谈判没有取得任何实质性成果。亚美尼亚、阿塞拜疆双方在战争难民，纳卡地位上尖锐对立，都拒绝首先让步。阿塞拜疆认为，要讨论纳卡地区的最终地位，亚美尼亚必须从所有占领区撤军；亚美尼亚则坚持，先对纳卡地区地位达成共识，然后才能撤军；纳卡当局则要求先获得正式承认，再开展进一步谈判。此后还多次在停火线发生武装冲突，造成人员伤亡。